# Trupinjak
Trupinjak – wieś w Chorwacji, w żupanii karlowackiej, w gminie Krnjak. W 2011 roku liczyła 1 mieszkańca.